# Aachenosaurus
Aachenosaurus ("Lagarto de Aquisgrán") es un género inválido de dinosaurio, que se refiere a dos fragmentos fosilizados que se creyeron originalmente ser los fragmentos de la mandíbula de un dinosaurio hadrosáurido. Sin embargo los fósiles resultaron ser madera petrificada, con gran vergüenza para su descubridor. 
Los restos fueron hallados y nombrados Aachenosaurus multidens por el científico Gerard Smets en 1888. Basado en esto determinó que el espécimen era un hadrosaurio que medía entre 4 y 5 metros de longitud. Defendió su conclusión, señalando que los fósiles habían sido examinados visualmente tanto a ojo como con lupas y microscopio. 
Louis Dollo mostró su error y afirmó que tales "huesos" eran madera petrificada; Smets primero trató de defender su identificación original, pero una vez que su equivocación fue demostrada nuevamente, esta vez por una comisión neutral, se retiró de la práctica de la ciencia por la vergüenza sufrida. 
El nombre del supuesto dinosaurio se debe a los depósitos Aachenianos de Moresnet (el cual fue un territorio neutral entre Bélgica y Alemania) donde fue encontrado. 